# Lophura bulweri
Lophura bulweri là một loài chim trong họ Phasianidae.